# Кура Карпињано
Кура Карпињано (итал. Cura Carpignano) је насеље у Италији у округу Павија, региону Ломбардија.
Према процени из 2011. у насељу је живело 2916 становника. Насеље се налази на надморској висини од 77 м.

## Становништво
| 1936. | 1951. | 1961. | 1971. | 1981. | 1991. | 2001. | 2011. |
| ----- | ----- | ----- | ----- | ----- | ----- | ----- | ----- |
| 1.552 | 1.530 | 1.234 | 1.006 | 1.125 | 1.267 | 2.145 | 4.371 |